# Heal the World
Heal the World (englisch für „Heile die Welt“) ist eine Popballade von Michael Jackson. Sie wurde am 11. November 1992 aus dem Album Dangerous ausgekoppelt. Laut den Musikauszeichnungen wurde der Song weltweit mehr als 940.000 Mal verkauft und erreichte die Top 5 in zehn Staaten.

## Hintergrund
Das Lied ist ein Appell, die Welt zu heilen und sie zu einem besseren Ort zu machen. 2001 sagte Jackson, das Lied sei dasjenige, auf das er am stolzesten sei, es geschrieben zu haben. Das Lied ist in A-Dur geschrieben. Jacksons Gesang reicht von E4 bis C#6. Das Lied hat 80 Schläge pro Minute. Jackson schrieb Heal The World als einen der ersten Songs nach der Veröffentlichung von Bad. Ursprünglich war Heal The World unter dem Titel Feed The World als Bonustrack der nie veröffentlichten Kompilation Decade 1980-1990 geplant. Der Name wurde aber aufgrund der Ähnlichkeiten zum gleichlautenden Song auf der B-Seite von Do They Know It’s Christmas geändert.

## Musikvideo
Das Musikvideo zeigt notleidende Kinder aus verschiedenen Ländern. Regie führte Joe Pytka. Es ist eines der wenigen Videos von Jackson, in denen er nicht selbst auftritt. Es gibt eine verlängerte Version mit einem Spoken-Word-Teil am Anfang.
Das Lied wurde beim 27. Super Bowl live von Michael Jackson gesungen.

## Kritiken
Die Website Popkultur.de wählte Heal the World auf Rang 36 der besten Songs des Jahres 1993.

## Kommerzieller Erfolg

### Charts und Chartplatzierungen
Heal the World erreichte in Deutschland Rang drei der Singlecharts und platzierte sich acht Wochen in den Top 10 und 37 Wochen in den Top 100. Die Single wurde zum elften Top-10-Hit sowie zum 26. Charthit in Deutschland. In den deutschen Airplaycharts konnte sich die Single eine Woche an der Chartspitze platzieren. Außerdem zum Top-10-Hit avancierte Heal the World in Italien (Platz 8), Dänemark (Platz 7), Portugal (Platz 7), der Schweiz (Platz 5), Österreich (Platz 4), den Niederlanden (Platz 4), Italien (Platz 4), Norwegen (Platz 3), Neuseeland (Platz 3), Irland (Platz 2), Frankreich (Platz 2) und Großbritannien (Platz 2). In den europäischen Singlecharts erreichte Heal the World hinter I Will Always Love You von Whitney Houston Platz 2 der Charts, wobei Heal the World die Position vier Wochen in Folge hielt, und verblieb sich 23 Wochen in den Top 100.
| ChartsChartplatzierungen           | Höchstplatzierung | Wochen |
| ---------------------------------- | ----------------- | ------ |
| Deutschland (GfK)                  | 3 (37 Wo.)        | 37     |
| Österreich (Ö3)                    | 4 (21 Wo.)        | 21     |
| Schweiz (IFPI)                     | 5 (27 Wo.)        | 27     |
| Vereinigtes Königreich (OCC)       | 2 (18 Wo.)        | 18     |
| Vereinigte Staaten (Billboard)     | 27 (20 Wo.)       | 20     |
| Vereinigte Staaten (Billboard R&B) | 62 (18 Wo.)       | 18     |

| ChartsJahrescharts (1992)    | Platzierung |
| ---------------------------- | ----------- |
| Vereinigtes Königreich (OCC) | 8           |

| ChartsJahrescharts (1993) | Platzierung |
| ------------------------- | ----------- |
| Deutschland (GfK)         | 34          |
| Österreich (Ö3)           | 18          |
| Schweiz (IFPI)            | 15          |

### Auszeichnungen für Musikverkäufe
| Land/Region                  | Auszeichnungen für Musikverkäufe (Land/Region, Auszeichnung, Verkäufe) | Verkäufe  |
| ---------------------------- | ---------------------------------------------------------------------- | --------- |
| Australien (ARIA)            | Gold                                                                   | 35.000    |
| Dänemark (IFPI)              | Gold                                                                   | 45.000    |
| Deutschland (BVMI)           | Gold                                                                   | 250.000   |
| Frankreich (SNEP)            | Silber                                                                 | 125.000   |
| Italien (FIMI)               | Gold                                                                   | 25.000    |
| Japan (RIAJ)                 | Gold                                                                   | 100.000   |
| Kanada (MC)                  | Gold                                                                   | 40.000    |
| Neuseeland (RMNZ)            | Gold                                                                   | 5.000     |
| Spanien (Promusicae)         | Gold                                                                   | 30.000    |
| Vereinigtes Königreich (BPI) | Gold                                                                   | 400.000   |
| Insgesamt                    | 1× Silber · 9× Gold ·                                                  | 1.055.000 |

Hauptartikel: Michael Jackson/Auszeichnungen für Musikverkäufe

## Titelliste der Single
| 7"-Single – 8:13 1. Heal the World (7" Edit) – 4:32 2. She Drives Me Wild – 3:41 CD-Single – 17:42 1. Heal the World – 6:25 2. She Drives Me Wild – 3:41 3. Wanna Be Startin’ Somethin’ (Brothers in Rhythm Remix) – 7:36 | CD-Maxi – 19:33 1. Heal the World (7" Edit) – 4:32 2. Heal the World (7" Edit with Intro) – 4:55 3. Heal the World – 6:25 4. She Drives Me Wild – 3:41 |